# Ambassade de Guinée au Royaume-Uni
L'ambassade de Guinée au Royaume-Uni est la mission diplomatique de la république de Guinée au Royaume-Uni.

## Historique
Elle était autrefois située dans le Belsize Business Center, un immeuble de bureaux polyvalent à Kilburn.

### Historique des ambassadeurs
| N° | Nom et prénoms      | titre de fonction   | Début           | Fin             |
| -- | ------------------- | ------------------- | --------------- | --------------- |
| 01 | Alexandre Cécé Loua | ambassadeur         | 2018            | 4 février 2022  |
| 02 | Aly Diallo          | Chargé des affaires | 9 février 2022  | 23 janvier 2023 |
| 02 | Aly Diallo          | ambassadeur         | 23 janvier 2023 | En cours        |

## Galerie

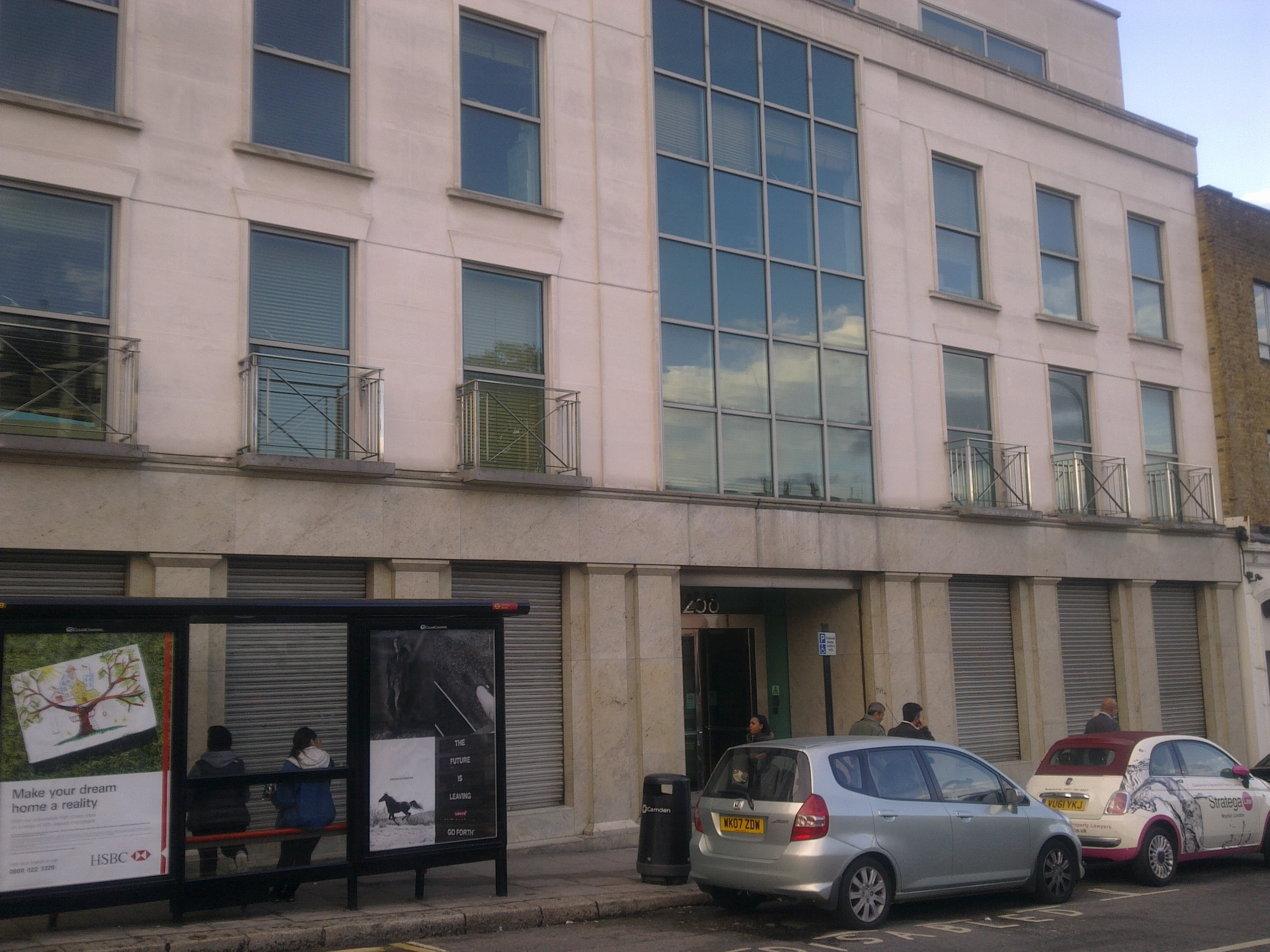
L'ancien bâtiment de l'ambassade à Kilburn